# Repton (videogioco 1985)
Repton è un videogioco rompicapo simile a Boulder Dash, pubblicato nel 1985 per BBC Micro e Acorn Electron dall'editrice britannica Superior Software. Fu seguito lo stesso anno da Repton 2 e nel 1986 da Repton 3. Nel 1989 uscì per ZX Spectrum, ma solo nella raccolta Repton Mania, in coppia con Repton 2.
A distanza di molti anni uscirono conversioni ufficiali, della stessa editrice (divenuta nel frattempo Superior Interactive) o con sua licenza, anche per Windows, iOS, Android, Risc PC (quest'ultima solo nella raccolta Desktop Repton Plus).
Repton è stato il gioco per Acorn Electron più venduto in assoluto.

## Serie
- Repton (1985) per BBC Micro, Electron, ZX Spectrum, Windows, iOS, Android, Risc PC
- Repton 2 (1985) per BBC Micro, Electron, ZX Spectrum, Windows, Risc PC
- Repton 3 (1986) per BBC Micro, Electron, Commodore 64, Archimedes, Windows, iOS, Android, Risc PC
- Repton Infinity (1988) per BBC Micro, Electron
- EGO: Repton 4 (1992) per Archimedes
- Repton: The Lost Realms (2010) per BBC Micro, Electron